# Monts (Indre y Loira)
 Monts  es una población y comuna francesa, situada en la región de  Centro, departamento de Indre y Loira, en el distrito de Tours y cantón de Montbazon.

## Demografía
| 2053 | 3506 | 4480 | 5421 | 6221 | 6514 |
| Para los censos de 1962 a 1999 la población legal corresponde a la población sin duplicidades (Fuente: INSEE [Consultar]) |      |      |      |      |      |